# Estadio Yellow Dragon
El Estadio del Dragón de Hangzhou (en chino simplificado, 杭州黄龙体育场) es un estadio multiusos ubicado en la ciudad de Hangzhou, provincia de Zhejiang, China. El estadio esta inserto dentro del Huanglong Sports Center (Centro deportivo de Huanglong), fue inaugurado en 2000 y cuenta con una capacidad de 52 000 asientos, sirve principalmente para la práctica del fútbol y es el campo del Zhejiang Professional FC y del Hangzhou Greentown, equipos que compiten en la Superliga de China.
La estructura del recinto es de forma circular y tiene un techo parcial que cubre las secciones de asientos, el techo se apoya en dos torres de suspensión doble ubicadas en los extremos opuestos del estadio.
En 2007 albergó una de las sedes de la Copa Mundial Femenina de Fútbol, ocasión en que se disputaron ocho partidos del torneo en el estadio.